# Otakar Marek
Otakar Marek (* 30. března 1978) je český basketbalista hrající Národní basketbalovou ligu. Je vysoký 187 cm, váží 85 kg.

## Kariéra
- 1998–1999: BK KVIS Pardubice
- 1999–2001: TJ Slavia Kroměříž
- 2001–2002: Sluneta Ústí nad Labem
- 2003–2007: BK KVIS Pardubice

## Statistiky
| Sezóna   | Soutěž      | Odehrané minuty | Průměr na zápas | Body | Průměr na zápas |
| -------- | ----------- | --------------- | --------------- | ---- | --------------- |
| 1998/99  | Mattoni NBL | 347.4           | 15.1            | 87   | 3.8             |
| 1999/00  | Mattoni NBL | 784.2           | 23.1            | 221  | 6.5             |
| 2000/01  | Mattoni NBL | 889.0           | 26.9            | 293  | 8.9             |
| 2001/02  | Mattoni NBL | 282.7           | 18.8            | 66   | 4.4             |
| 2003/04  | Mattoni NBL | 480.0           | 21.8            | 140  | 6.4             |
| 2004/05  | Mattoni NBL | 866.9           | 31.0            | 279  | 10.0            |
| 2005/06  | Mattoni NBL | 813.7           | 23.2            | 222  | 6.3             |
| 2006/07* | Mattoni NBL | 36.5            | 6.1             | 8    | 1.3             |

 * Rozehraná sezóna – údaje aktuální k 20. 1. 2007 